# Gryllopsis furcata
Gryllopsis furcata är en insektsart som först beskrevs av Henri Saussure 1877.  Gryllopsis furcata ingår i släktet Gryllopsis och familjen syrsor. Inga underarter finns listade i Catalogue of Life.